# کوهی‌خیل
کوهی‌خیل یکی از شهرهای استان مازندران ایران است. این شهر در تقسیمات کشوری در تاریخ ۱۳۸۳ از روستا به شهر تغییر وضعیت داد. مرکز بخش گیل‌خوران شهرستان جویبار است. مردم کوهی خیل به زبان مازندرانی گویش می‌کنند.این شهر در قسمت شمالی شهرستان جویبار و در مجاورت روستاهای کردکلا، گل محله، علی‌آباد، لاریم، سید زین العابدین، دونچال، بیکار آیش واقع شده‌است.
از آنجا که به ساکنان کوهستان‌های مازندران کوهی می‌گفتند و ساکنان اولیه این منطقه افرادی از کوهستان‌های مازندران بودند، این منطقه به کوهی خیل شهرت یافت.
ساکنان اولیه عمدتاً از مناطق کوهستانی استان مازندران همچون دودانگه ساری، چهاردانگه ساری، سوادکوه، شهمیرزاد، فیروزکوه و… بودند.

## جمعیت
بر اساس سرشماری سال ۱۳۹۵ جمعیت این شهر برابر با ۲٬۲۴۲ نفر جمعیت بوده‌است. مردم این شهر به زبان مازندرانی گویش می‌کنند.